# Кривавий кодекс
«Кривавий кодекс» — низка законів в Англії, Уельсі та Ірландії у XVIII та на початку ХІХ століть, які передбачали смертну кару за широкий спектр злочинів. Ці закони не згадувались під назвою «Кривавий кодекс» у свій час. Термін з'явився значно пізніше через різке збільшення кількості страт, навіть за злочини, які пізніше запроваджені стандарти вважають незначними.
У 1689 році в Англії та Уельсі існувало 50 тяжких злочинів, що каралися смертю, а до кінця XVIII ст. їх кількість зросла до 220. Впродовж цього періоду були введені нові закони, орієнтовані на захист власності, що деякі розглядали як класове придушення. Зі збільшенням судимості за тяжкі злочини, заслання з договірним рабством стало більш поширеним покаранням. У 1785 році Австралія вважалася придатною для транспортування засуджених, більше ніж одна третина яких були відправлені до Австралії між 1788 та 1867 роками. «Кривавий кодекс» охоплював 21 категорію тяжких злочинів у XVIII столітті. До 1823 року, згідно з Актом про смертні вироки, смертна кара стала дискреційною для більшості злочинів, а до 1861 року перелік злочинів, що передбачали страту, скоротився до п'яти. Остання страта у Великій Британії відбулася в 1964 році, а згодом смертна кара за різні види злочинів була остаточно скасована.

## Історія
У 1689 році в Англії та Уельсі статутом було встановлено перелік із 50 злочинів, які каралися смертю. Протягом наступних десятиліть кількість злочинів зросла — до 1776 року вона майже збільшилася у чотири рази, а до кінця XVIII століття сягнула 220. Більшість нововведень у законодавстві того періоду стосувалися захисту власності. Деякі коментатори трактують ці зміни як засіб класового придушення, коли багаті прагнули обмежити можливості бідних. Так, перший маркіз Галіфаксу, Джордж Савіль, відзначав: «Людей не вішають за крадіжку коней, а для того, щоб коней не крали». Одним зі злочинів, що підлягали смертному вироку, був грабіж великого масштабу. Він визначався як викрадення майна на суму понад 12 пенсів, що становило приблизно одну двадцяту частину тижневої заробітної плати кваліфікованого робітника того часу. У міру розвитку XVIII століття присяжні часто навмисно занижували оцінку вартості викраденого майна з метою уникнення обов'язкового застосування смертної кари. У Королівстві Ірландія, яке було підпорядкованою, але окремою державою, також існував подібний «Кривавий кодекс», хоча кількість злочинів, що каралися смертю, там була меншою.
У зв'язку з тим, що кількість тяжких злочинів зростала, законодавці шукали менш суворе покарання, яке все ж могло б утримувати потенційних злочинців від правопорушень, і кримінальна депортація з умовами примусової служби стала більш поширеним покаранням. Цю практику було розширено Актом про депортацію 1717 року (16 Geo. 3 c.43), який регулював і субсидіював її, аж до припинення його дії згідно із Законом про кримінальне право 1776 року. Оскільки в американських колоніях вже розпочалося активне повстання, парламент стверджував, що його продовження «супроводжується численними незручностями, зокрема через позбавлення королівства багатьох підданих, чия праця могла б бути корисною для суспільства, і які, за належного догляду й виправлення, могли б бути повернуті на праведний шлях». Цей закон стане відомим як Акт про каторжні роботи та Акт Халкса через його мету та результати. Скасування важливої альтернативи смертній карі, а саме депортації, частково спричинило більш активне використання в'язниць як засобу покарання та започаткування програм їхнього будівництва. У 1785 році Австралія була визнана достатньо ізольованим місцем для заслання засуджених; у 1787 році з відправленням Першого флоту переселення відновилося вже до спеціально спланованої виправної колонії. За підрахунками, понад третину всіх злочинців, засуджених у період з 1788 до 1867 року, було депортовано до Австралії, зокрема до Землі Ван Дімена (тепер Тасманія). Деякі злочинці могли уникнути заслання, якщо погоджувалися вступити до британської армії. Юрист Вільям Блекстон так описував «Кривавий кодекс»:
«Це гірка правда, що серед безлічі вчинків, які люди змушені здійснювати щодня, не менше ста шістдесяти були оголошені Актом парламенту злочинами, що не підлягають пом'якшенню духовенством;  або, іншими словами, заслуговують на негайну смертну кару»
Леон Радзінович подав 49 сторінок «Столичного статуту XVIII століття», поділених на 21 категорію:
1. Державна зрада, зокрема злочини проти спадковості престолу протестантів і протестантського устрою
2. Інші злочини проти держави
3. Злочини проти громадського порядку, в тому числі заворушення та руйнування захисних споруд від затоплення та мостів
4. Злочини проти органів, що здійснюють правосуддя
5. Злочини проти здоров'я населення
6. Злочини проти державних доходів, зокрема контрабанда
7. Дрібна державна зрада і вбивство
8. Нанесення ножових поранень, завдавання тілесних ушкоджень і стрілянина в людей
9. Зґвалтування, насильницьке викрадення та інші сексуальні злочини
10. Проста крадіжка в особливо великих розмірах та суміжні злочини
11. Крадіжка з проникненням у житло та пов'язані з нею злочини
12. Кишенькова крадіжка
13. Розкрадання та привласнення майна слугами, працівниками пошти, клерками та іншими агентами
14. Шантаж
15. Злочини банкрутів
16. Підробка документів, цінних паперів, заповітів, векселів, акцій, печаток, грошових знаків і т. д.
17. Видавання себе за іншу особу з метою обману
18. Знищення суден на шкоду страховим компаніям
19. Фальшування монет
20. Зловмисне пошкодження майна, зокрема підпал
21. Піратство

## Послаблення закону
У 1823 р., Акт про смертний вирок 1823 року визначив смертну кару необов'язковою для всіх видів злочинів, окрім державної зради та вбивства. У середині XIX століття кількість смертних вироків поступово зменшувалася і до 1861 року скоротилася до п'яти. Остання страта у Великобританії відбулася в 1964 році, а в наступні роки смертна кара була законодавчо скасована за такі злочини:
- Вбивство: 1969 року в Англії, Уельсі та Шотландії, а 1973 року в Північній Ірландії;
- Підпал королівських кораблів: 1971 рік;
- Шпигунство: 1981 рік;
- Піратство з насильством: вересень 1998 року;
- Державна зрада: вересень 1998 року;
- За шість видів воєнних злочинів: листопад 1998 року.

Смертну кару за будь-яких обставин офіційно скасували у 2004 році.